# Olympische Sommerspiele 1920/Teilnehmer (Tschechoslowakei)
| Gelbes Symbol für Goldmedaillen mit stilisierten Olympischen Ringen | Graues Symbol für Silbermedaillen mit stilisierten Olympischen Ringen | Braundes Symbol für Bronzemedaillen mit stilisierten Olympischen Ringen |
| ------------------------------------------------------------------- | --------------------------------------------------------------------- | ----------------------------------------------------------------------- |
| —                                                                   | —                                                                     | 2                                                                       |

Die Tschechoslowakei nahm an den Olympischen Sommerspielen 1920 in Antwerpen mit einer Delegation von 119 Athleten (118 Männer und eine Frau) an 53 Wettkämpfen in 13 Sportarten teil. Es war das erste Mal, dass die Tschechoslowakei Teilnehmer bei Olympischen Spielen war.
Die tschechoslowakischen Sportler gewannen zwei Bronzemedaillen. Die Eishockeymannschaft belegte ebenso den dritten Platz wie die Tennisspieler Ladislav Žemla und Milada Skrbková im gemischten Doppel. Skrbková war zudem die einzige Teilnehmerin der Tschechoslowakei. Fahnenträger bei der Eröffnungsfeier war der Leichtathlet Václav Vohralík.

## Teilnehmer nach Sportarten

### Eishockey
- Bronze 
Karel Hartmann
Valentin Loos
Jan Palouš
Jan Peka
Karel Pešek
Josef Šroubek
Otakar Vindyš
Karel Wälzer

### Fechten
- Jan Černohorský
- František Dvořák
- Josef Javůrek
- Josef Jungmann
- Antonín Mikala
- Jaroslav Tuček
- Otakar Švorčík
- Viliam Tvrský
- Zdeněk Vávra

### Fußball
- disqualifiziert

Antonín Hojer
Antonín Janda
Rudolf Klapka
František Kolenatý
Antonín Perner
Karel Pešek
Václav Pilát
Jan Plaček
Miroslav Pospíšil
Josef Sedláček
Emil Seifert
Otto Mazal-Škvajn
Karel Steiner
Jan Vaník
nicht eingesetzt:
František Peyr
Josef Kuchař
Václav Šubrt
Jaroslav Hromadník
Václav Prošek
Josef Janík
Trainer:
 Johnny Madden

### Gewichtheben
- Jaroslav Dvořák
- Ludvík Wágner

### Leichtathletik
- Karel Frankenstein
- Eduard Hašek
- František Kiehlmann
- František Marek
- Karel Pacák
- Vojtěch Plzák
- Karel Přibyl
- Jaroslav Procházka
- Adolf Reich
- Josef Šlehofer
- Josef Teplý
- Václav Vohralík
- František Hoplíček
- František Šretr
- František Stejskal
- Otakar Vydra

### Radsport
- Ladislav Janoušek
- František Kundert
- Josef Procházka
- Bohumil Rameš

### Ringen
- Jan Balej
- Josef Beránek
- Karel Halík
- Josef Huml
- František Kocián
- František Kopřiva
- Jan Kraus
- František Řezáč
- Josef Struna
- František Tázler

### Rudern
- Gustav Zinke
- Jindřich Mulač
- Jaroslav Oplt
- Dominik Štillip
- Jiří Wihan
- Jan Bauch
- Ferdinand Brožek
- Bohdan Kallmünzer
- Jiří Kallmünzer
- Emil Ordnung
- Ivan Schweizer
- Josef Širc
- Vladimír Širc
- Otakar Votík
- Karel Čížek

### Schießen
- Antonín Brych
- Rudolf Jelen
- Václav Kindl
- Josef Linert
- Josef Sucharda
- František Bláha
- František Procházka
- Josef Štojdl

### Schwimmen
- Václav Bucháček
- Alois Hrášek
- Emanuel Prüll
- Eduard Stibor

### Tennis
- Karel Ardelt
- Jaroslav Just
- Otto Wofek
- Ladislav Žemla
Bronze  Mixed-Doppel
- Bohuslav Hykš
- Milada Skrbková
Bronze  Mixed-Doppel
- František Týř

### Turnen
- 4. Platz Mannschaftsmehrkampf
Josef Bochníček
Ladislav Bubeníček
Josef Čada
Stanislav Indruch
Miroslav Klinger
Josef Malý
Zdeněk Opočenský
Josef Pagáč
František Pecháček
Robert Pražák
Václav Stolař
Svatopluk Svoboda
Ladislav Vácha
František Vaněček
Jaroslav Velda
Václav Wirt

### Wasserball
- 11. Platz
František Franěk
Antonín Novotný
Václav Lancinger
Eduard Stibor
Hugo Sedláček
Emil Girl
František Černík
Jan Hora